# 佐橋佳幸
佐橋 佳幸（さはし よしゆき、1961年9月7日 - ）は、日本のギタリスト、音楽プロデューサー。東京都出身。妻は女優の松たか子。

## 略歴
東京都立松原高等学校卒業。高校の先輩に清水信之とEPO、後輩に渡辺美里がいる。
1983年、当時先鋭的な存在であったバンド「UGUISS｣のメンバーとして、エピック・ソニー（現・エピックレコードジャパン）からデビューするが、1枚のアルバムをリリースしただけで解散。バンド解散後は、セッション・ギタリストとして、レコーディングやコンサートツアーにも参加。
1985年、デビュー期であった渡辺美里の制作ブレーン、清水信之の依頼を受け、渡辺の楽曲制作の手伝いを始める。その後、渡辺のバックバンドのバンドマスターを10年に渡り務め、長いつきあいとなる。
1991年に参加した、小田和正の｢ラブ・ストーリーは突然に｣、1993年に参加した、藤井フミヤの「TRUE LOVE」は、共に200万枚を突破し、高く評価される。両作のイントロ部分のギターフレーズも、佐橋の演奏である。
この他にも、桑田佳祐や坂本龍一、佐藤竹善、佐野元春、福山雅治、氷室京介、槇原敬之、山下達郎など、日本の音楽シーンを牽引しているアーティストからの信望が厚く、様々な局面で数多く起用されている。また、親友の小倉博和とのギターユニット「山弦」、1998年に山下達郎のライブツアー「Performance '98-'99」のバックバンドとして集まった9人のミュージシャンで結成されたバンド。「ネルソンスーパープロジェクト」でも活躍中。
2003年には、エピックレコードジャパン25周年記念イベント「LIVE EPIC 25」に参加。バンドマスターを務め、成功を収めた。
キーボーディストのDr.kyOn（元・BO GUMBOS）と「ダージリン」というユニットを組み、読売テレビで、月に1度「共鳴野郎」という番組をもっている。そこでは、様々な一流ミュージシャンとの音楽談義やセッションをしている。また、2006年4月29日には、ダージリンの呼びかけに集まったアーティスト達と「OSAKA ROCK CITY-共鳴野郎」と題し、会場の大阪城ホールを満員にした。
渡辺美里のデビュー25周年となる2010年には、Dr.Kyon、渡辺美里と3人で「三ツ星団」を結成し、三ツ星団としてツアーを催行。
2007年12月28日、女優の松たか子との入籍を発表。そのため二代目松本白鸚は岳父、藤間紀子は丈母、中村吉右衛門は義叔父、松本紀保は義姉（夫である川原和久は義兄、佐橋とは同い年）、十代目松本幸四郎は義兄となる。
2010年、スターダストレビューの根本要と音楽ユニット「本日のおすすめ」を結成、ライブでは主に洋楽をカバーしている。
1994年より山下達郎、竹内まりやのバンドメンバーとして長きにわたり参加してきたが、2022年の「山下達郎 PERFORMANCE 2022」ツアーを最後にメンバーから退くことを自身のホームページにて発表した。

## ディスコグラフィー
※ 山弦で発表した作品については、「山弦」を参照のこと

### アルバム

#### オリジナルアルバム
- TRUST ME（1994年4月25日）

#### コンピレーションアルバム
- 『佐橋佳幸の仕事（1983-2015）〜Time Passes On〜』（2015年11月13日）[1]

## 主な楽曲（共作曲含む）
- 内田有紀「恋愛セラピスト」（編曲）
- 江口洋介「TRAVELING BOY -解き放たれた矢のように」（作曲〈江口と共作〉・編曲）
- 片寄明人 feat.ショコラ「Veranda」（編曲）
- 桐島かれん「TRAVELING GIRL」（作曲・編曲）
- キンモクセイ「七色の風」「車線変更25時」「同じ空の下で」「人とコウモリ/日曜日の夜」「二人のムラサキ東京」「メロディ」「むすんでひらいて」（編曲）
- Qlair「パジャマでドライブ」「永遠の少年」（編曲）
- 小泉今日子「1992年、夏」（作曲・編曲）
- 近藤名奈「根拠はないけど」「しずかな生活」（編曲）
- サザーランド「and yet」「Dreams of youth」「letter」（編曲）
- sarah「微かな情熱」（作曲・編曲）
- 沢田研二「憂鬱なパルス」「夜明けに溶けても」（作曲）
- 鈴木祥子「Swallow」「水の冠」「この愛を」（編曲）、「Little Love」（作曲・編曲）
- 富田靖子「今日子」「よりみち」（編曲）
- ともさかりえ「ふたりのせいじゃない」（編曲）
- 中西圭三「SO BAD」「月の上に腰かけて」「次の夢」（作曲・編曲）
- 氷室京介「魂を抱いてくれ」「SHAKE THE FAKE」（編曲）、「PLEASURE SKIN」（作曲・編曲）
- Fayray「I'll save you」「Baby if,」「Over」（編曲）
- 福山雅治「HELLO」「HEAVEN」「HEY!」（編曲）
- 藤井フミヤ「TRUE LOVE」（編曲）
- 藤井尚之「友達になろう」（作詞・編曲）、「生活」「UNDER THE MOONLIGHT」「許してください」（編曲）
- 松たか子「花のように」「Clover」「明日にくちづけを」「未来になる」「冬のトレモロ」（編曲）
- 松本伊代「ソレイユ」（作曲・編曲）
- 遊佐未森
  - アルバム『ハルモニオデオン』(1989年)
    - 編曲：「WATER」
    - 演奏：「時の駅」「M氏の幸福」「街角」「山行きバス［道草ノススメ］」「WATER」

  - アルバム『HOPE』（1990年）
    - 演奏：「Forest Notes」「いつの日も」「午前10時午後3時」「君のてのひらから」「野の花」

  - アルバム『モザイク』（1991年）
    - 編曲：「つゆくさ［小夜曲］」
- Le Couple「海の底でうたう唄」「夢で待ち合わせしよう」「7月の感傷」（編曲）
- 渡辺美里「彼女の彼」「MILK HALLでお会いしましょう」「NEWS」「彼女が髪を切った理由」「真夏のサンタクロース」（作曲）、「New Boyfriend」（作曲・編曲〈西平彰と共作〉）、「センチメンタル カンガルー」「君の弱さ」「HAPPY TOGETHER」「風になれたら」「恋する人魚」「パイナップル ロマンス」（作曲・編曲）、「シャララ」「19才の秘かな欲望」「ぼくらのアーチ」（編曲）「ロマンティック・ボヘミアン」（作曲・編曲）「しなやかに跳べ!〜Life goes on〜」（編曲）「春の日 夏の日 日曜日」「鼓動」「夢ってどんな色してるの」「今夜がチャンス」「涙を信じない女」「点と線」（編曲）「オーディナリー・ライフ」（作曲）「A　Reason」「Glory」「Hello　Again」（編曲）

## 劇伴
- ポポロクロイス物語シリーズ - ゲームソフト（作曲・編曲）
- 音響ハウス Melody-Go-Round

## メディア出演

### ラジオ
- さはしひろし（仮）（2021年1月 - 2022年10月、InterFM897） - 延江浩と共演
- さはしひろし（仮）シーズン2（2024年4月 - 、渋谷のラジオ） - 延江浩と共演

### テレビ
- 根本要×佐橋佳幸「本日のおすすめ TV SHOW」（2025年3月30日（初回放送）、歌謡ポップスチャンネル）[2][3]

## 書籍
- さはしひろし 今夜、すべてのロックバーで （2022年3月18日、東京ニュース通信社、延江浩と共著）ISBN 978-4-06526-917-6